# Farouk Bouzo
Pour les articles homonymes, voir Bouzo.
Farouk Bouzo, né le 3 mars 1938, est un arbitre syrien de football. Il est le premier arbitre syrien à avoir officié en coupe du monde. Il fut récompensé en 1996 de la médaille de l'Ordre du mérite pour les arbitres par la FIFA. Il commença à arbitrer dès 1958, puis devient arbitre FIFA en 1969. Il fit ensuite partie de la fédération de Syrie de football, de l'AFC puis de l'UAFA depuis 1980.

## Carrière
Il a officié dans deux compétitions majeures : 
- Coupe du monde de football des moins de 20 ans 1977 (3 matchs)
- Coupe du monde de football de 1978 (1 match)